# Henry Noel (6e comte de Gainsborough)
Henry Noel, 6e comte de Gainsborough (1743 - 8 avril 1798)  est un pair anglais. 

## Biographie
Il hérite du comté en 1759, à la mort de son frère, Baptist Noel 5e comte de Gainsborough. Il est le fils de Baptist Noel (4e comte de Gainsborough). 
En 1793, il construit l'église St Luke à Kinoulton. 
Il meurt sans descendance et le titre disparait. L'héritier des domaines est le fils de sa sœur, Gerard Noel Edwardes, qui change son nom de famille en Noel. Son fils, Charles Noel (1er comte de Gainsborough), est créé comte de Gainsborough en 1841. 